# Suiza Francona
La Suiza Francona (en alemán: Fränkische Schweiz) es el nombre que recibe una región turística popular en la Alta Franconia, en Baviera, Alemania. Ubicada entre los ríos Regnitz (al oeste y sur) y Meno (al norte), su meseta conforma la vertiente septentrional del Jura Francón (Frankenjura). La región es famosa por su paisaje, cervecerías tradicionales, numerosos castillos, rutas de senderismo y áreas de escalada de rocas, de los más importantes del mundo. En la literatura en español también aparece a menudo como la Franconia Suiza (o Franconia suiza), si bien esta traducción es incorrecta.

## Nombre

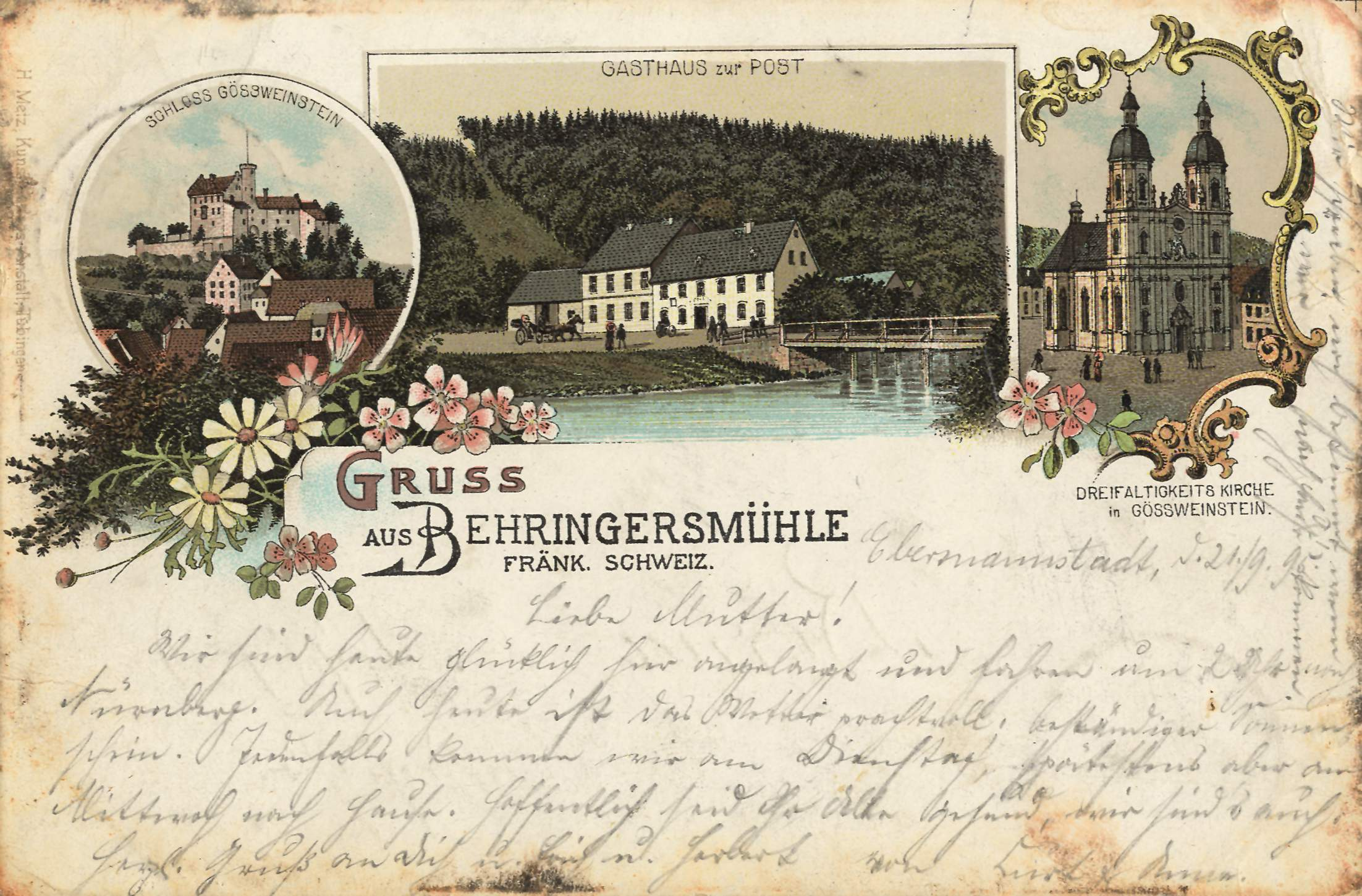
Postal de 1895, en la que se menciona el término de la Suiza Francona.

El empleo de la palabra ‘Suiza’ es común en Alemania para denotar lugares característicos por sus rasgos geológicos (montañas, valles y formaciones rocosas), normalmente rodeados o salpicados por cuerpos de agua y los espacios verdes a su alrededor, y plagados de monumentos de patrimonio histórico. La mención del país helvético se popularizó por los poetas románticos alemanes del siglo XIX al describir regiones como la Suiza Sajona, la Suiza Holsteiniana, la Suiza Margravial, la Suiza Pomerana o la Suiza Meclemburguesa, que siguen llevando estos nombres (oficiales o descriptivos) hasta la actualidad.
Anteriormente, la región se conocía como la «vieja sierra» (Altes Gebürg; palabra heredada del alto alemán) o sierra de Muggendorf (Muggendorfer Gebürg), y se hizo popular entre turistas durante el Romanticismo. Famosos por su exploración de la región fueron los escritores del Romanticismo Wilhelm Heinrich Wackenroder y Ludwig Tieck, entonces estudiantes de la Universidad de Erlangen-Núremberg, a quienes se les acredita el uso del término Suiza Francona por vez primera en su libro de 1798, Eine Reise in die Fränkische Schweiz (Un viaje a la Suiza Francona). Sin embargo, fue Jakob Reiselsberger quien en 1820 perpetuó el nombre en su libro Die kleine Schweiz (La pequeña Suiza), escrito en su pueblo natal, Waischenfeld, en pleno corazón de esta región.

## Geografía
La Suiza Francona se extiende sobre una formación de relieve montañoso que alcanza los 600 metros de altitud en el Jura Francón. Comprende grosso modo los distritos de Bamberg, Bayreuth y Forchheim, estando delimitada por los ríos Regnitz, Pegnitz y el Meno Rojo, y rodeada de ciudades y municipios como Erlangen al suroeste, Forchheim al oeste, Bamberg al noroeste, Bayreuth al noreste y Pegnitz al este. Como marco orientativo de referencia norte-sur se suele definir entre Lichtenfels y Núremberg, si bien la región propiamente dicha se desarrolla en torno a la cuenca del Wiesent, estando enmarcada en su totalidad dentro de la Alta Franconia, por lo que tanto la franja al norte de Núremberg como la ciudad de Erlangen quedan fuera de ella. Al norte colinda con la Cuenca del Alto Meno, quedando por tanto el curso principal del Meno alejado de ella, y por ende municipios como Lichtenfels.

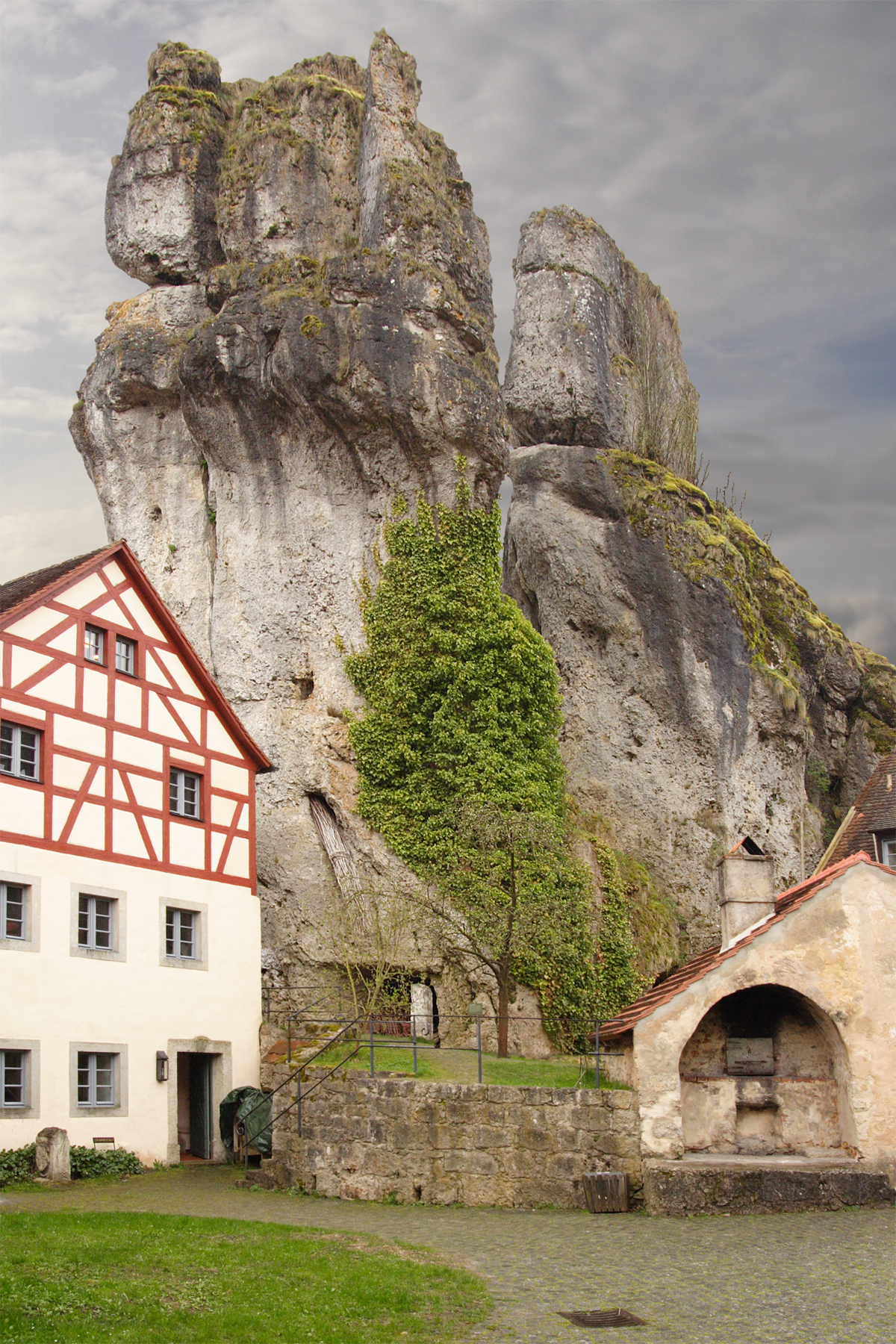
Paisaje habitual de la Suiza Francona

Entre las localidades más conocidas de la Suiza Francona se incluyen Pottenstein, Gößweinstein, Muggendorf, Ebermannstadt, Streitberg, Egloffstein y Waischenfeld, entre otras. Vialmente, está delimitada por las autopistas A 70, A 9 y A 73 en su paso por la región.

## Geología y paisaje

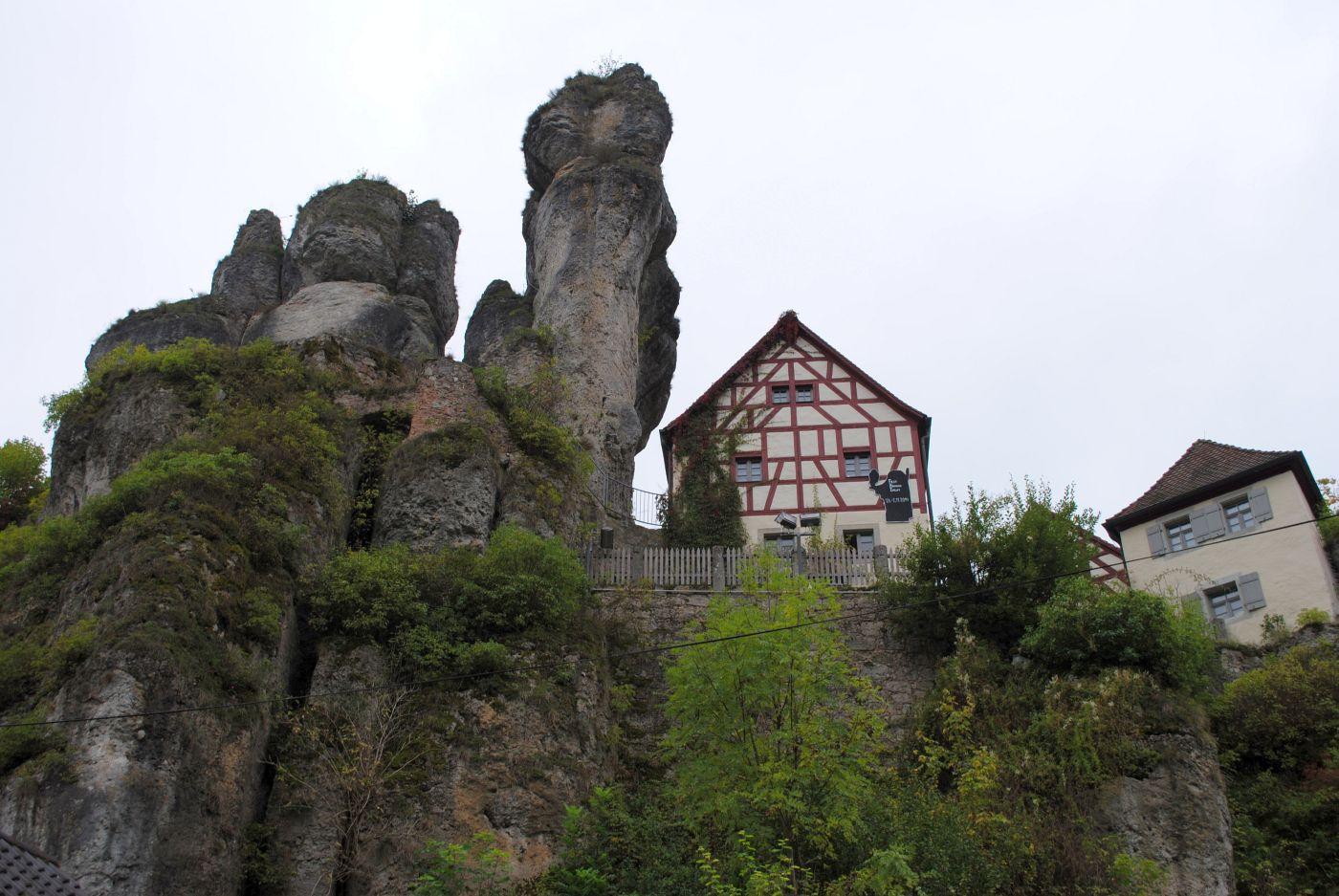
Las peculiares formaciones rocosas son típicas de la región.

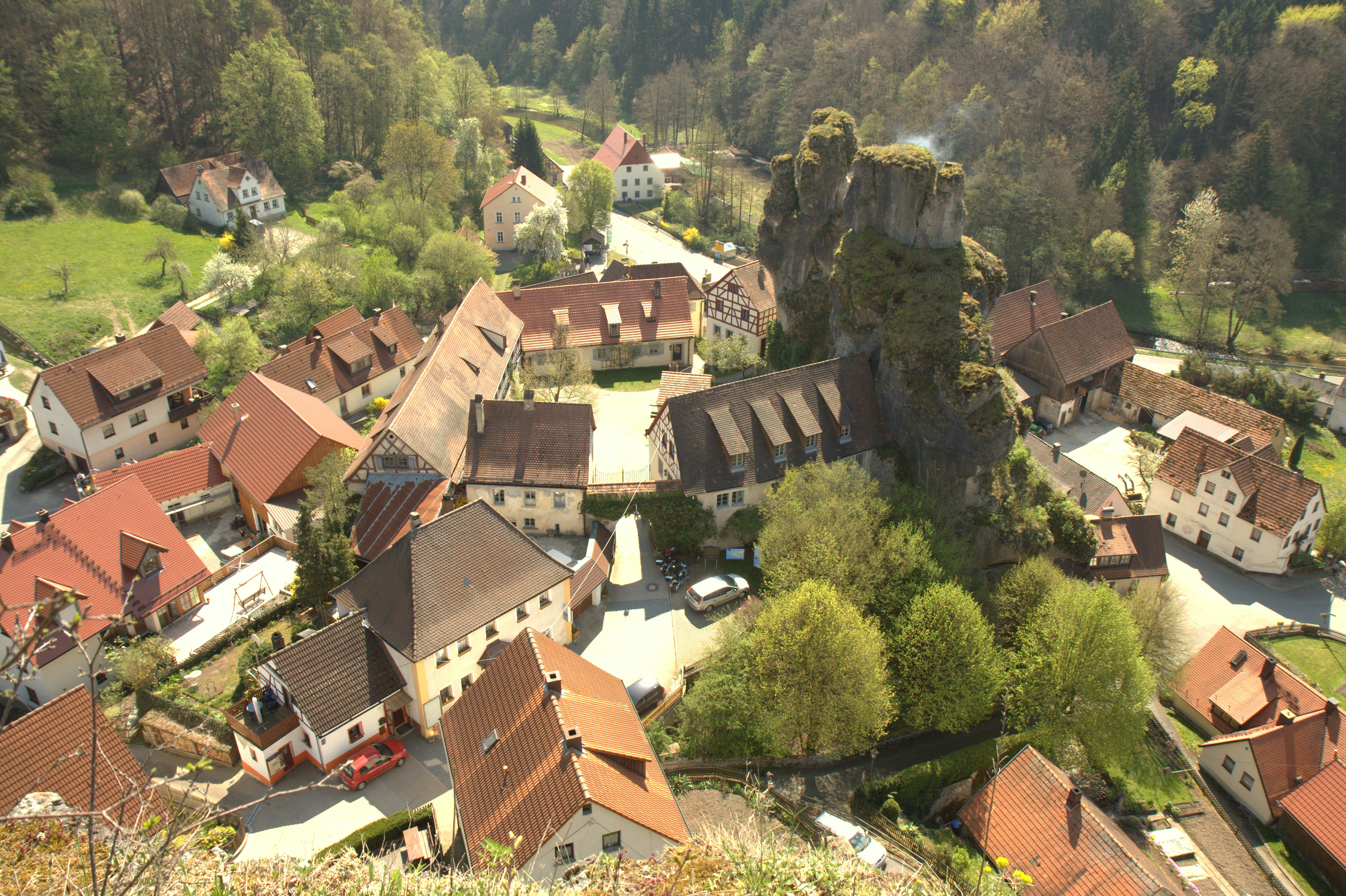
Tüchersfeld, típico poblado situado entre formaciones rocosas salientes.

La Suiza Francona es la región de la Europa Central y Occidental con más formaciones y cavidades rocosas. Junto al norte del Jura Suabo, sus peñascos de dolomita e insólitas agujas de roca se consideran únicas en Europa. Las laderas extraalpinas de las mesetas de Pegnitz y Forchheim figuran entre las zonas con mayor densidad de geotopos y biotopos de la Europa no alpina.
Estas características son el resultado de las actividades geológicas y diversas fallas provocadas por el viento y el agua a lo largo de los milenios, que dieron lugar a las típicas karstificaciones en la superficie y en el subsuelo. En muchos lugares se notan las erosiones, que han dado lugar a numerosos sumideros y otras dolinas, habiendo formado entradas a extensos sistemas de cuevas subterráneas.

### Formación y sedimentología
El paisaje jurásico de la región se consolidó hace unos 150-160 millones de años —un período que en Alemania se conoce como el Jurásico Blanco (cubriendo la mayor parte del Jurásico Superior)—, en el que toda la mitad sur de la actual Alemania se hallaba en zona de mar poco profundo. Debido a procesos geológicos que provocaban el hundimiento de la corteza terrestre francona durante este período, se depositaron en el fondo del mar secuencias de rocas sedimentarias cada vez más compactas por la presión en un proceso lento pero potente. Estas rocas calizas y dolomíticas son la característica más reconocible de la Suiza Francona, con su típico paisaje kárstico de valles fluviales profundamente incisos y mesetas secas y estériles. En las calizas estratificadas se encuentra una gran cantidad de fósiles, sobre todo de amonites.
A finales del Jurásico Superior se produjo un levantamiento de la placa continental europea, resultando en la retirada del mar, con la subsiguiente aparición de extensas zonas de tierra firme durante el Cretácico. En este período predominó un clima tropical y se produjo una intensa meteorización de las rocas sedimentarias, que ahora se encontraban al descubierto. En el Cretácico Superior, el mar volvió a extenderse por partes del sur alemán, incluida la Franconia, con lo que se produjo un proceso inverso; si bien en el Paleógeno, las aguas retrocedieron por última vez y el paisaje jurásico quedó de nuevo (aunque parcialmente) al descubierto, dotándole del aspecto que tiene en la actualidad.

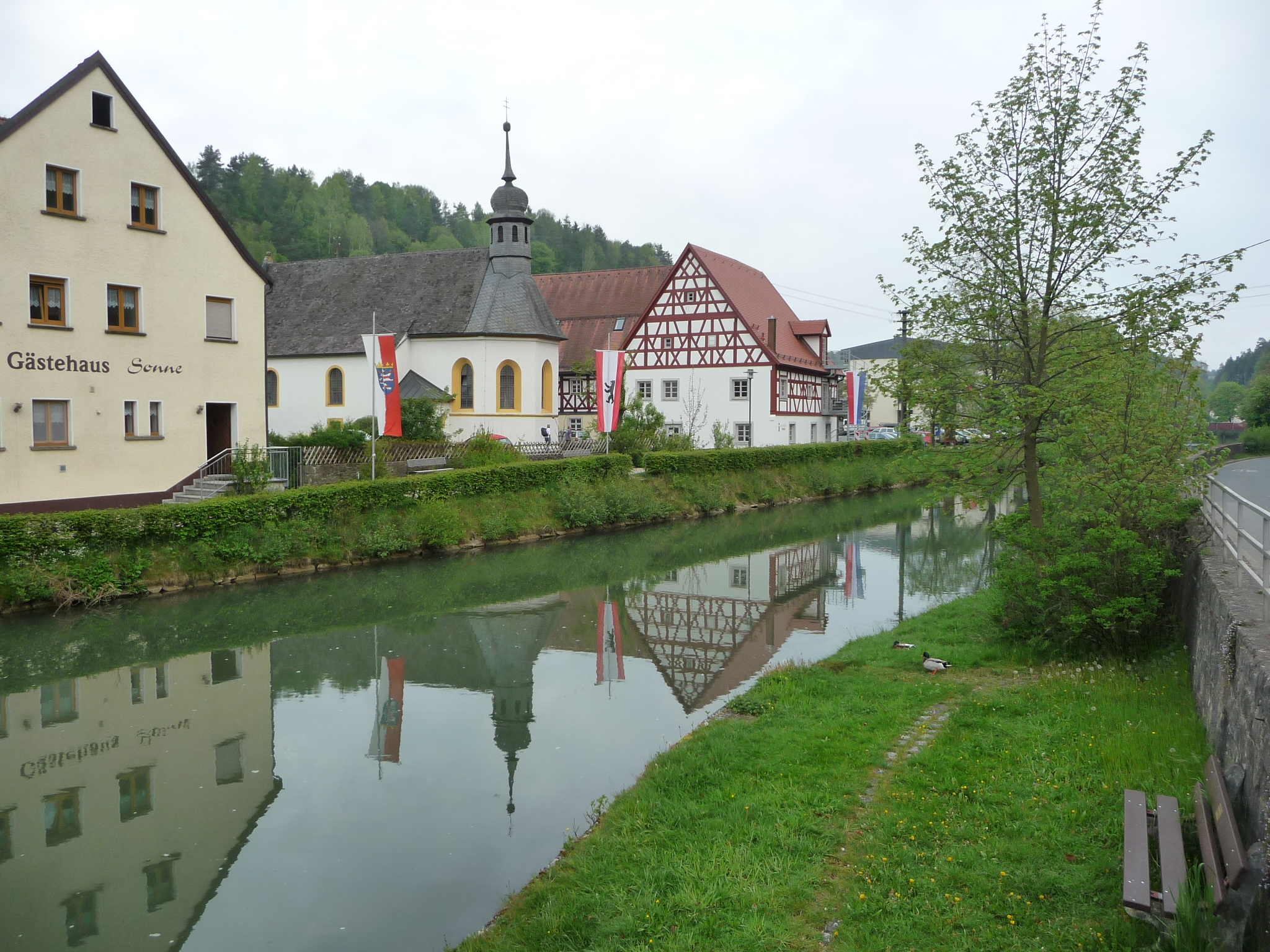
Un tributo del Wiesent en su paso por Waischenfeld.

Representación del perfil de superposición de estratos en la Suiza Francona (Bamberg-Bayreuth-Fichtelgebirge).

### Cursos fluviales
La Suiza Francona está drenada por la cuenca hidrográfica del Wiesent y sus afluentes —Ailsbach, Aufseß, Kainach, Leinleiter, Püttlach y Trubach—, y delimitada por los ríos Meno Rojo, Regnitz y Pegnitz.

### Cuevas y espeleotemas

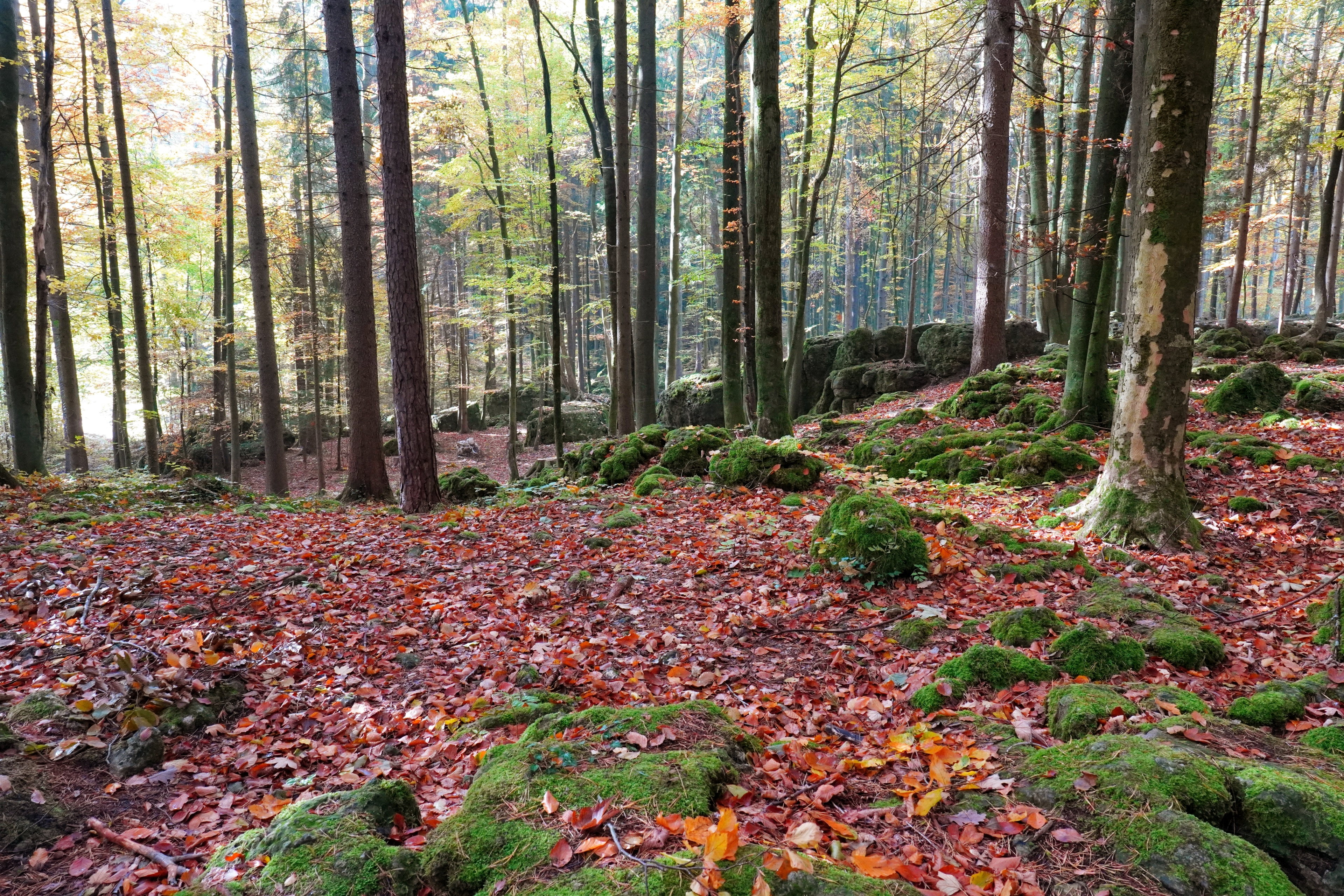
Paisaje típico del bosque de Veldenstein.

La región alberga numerosas cuevas y grutas, el resultado de su peculiar formación geológica. Siendo una típica zona kárstica con rocas solubles en ácido, como la caliza y la dolomita, la formación de las cavidades se ha debido a la penetración del ácido carbónico en la roca durante decenas de miles de años. Aquello propició que muchas de las cuevas estén ricas en espeleotemas (estalactitas y estalagmitas), característica que las ha convertido en un destino turístico popular (véase a continuación). La más grande de ellas es la Cueva del Diablo, cerca de Pottenstein.

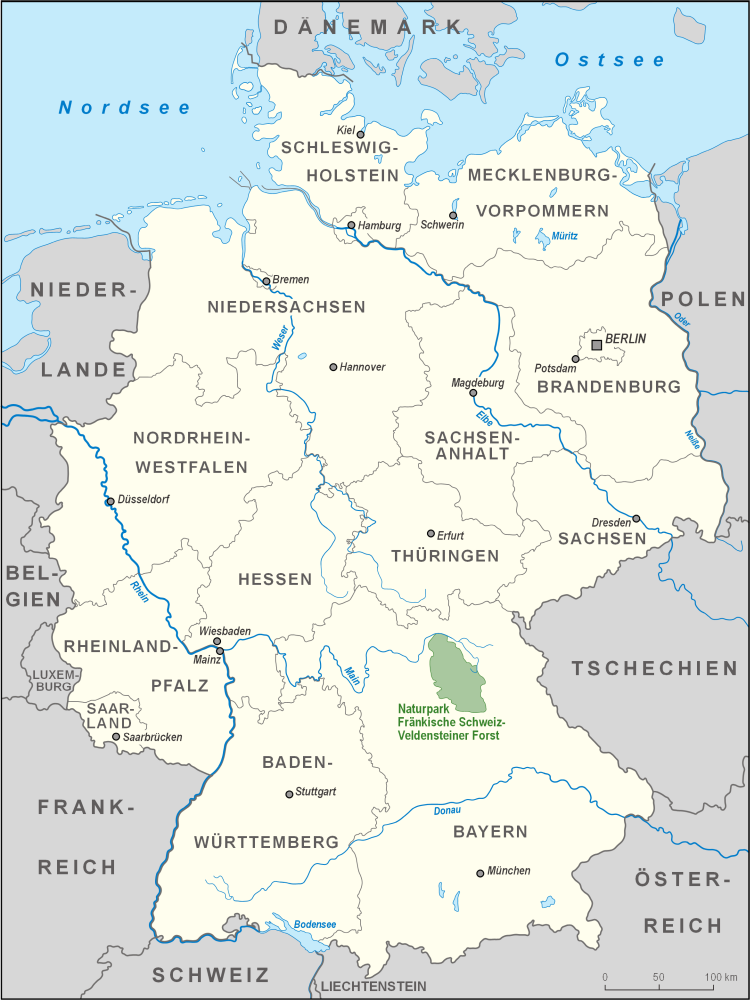
Ubicación del parque, cuyo extremo sur se adentra en el Alto Palatinado bávaro.

## Parque natural de la Suiza Francona
En 1968 se inauguró el parque natural de la Suiza Francona-Jura Francón (Naturpark Fränkische Schweiz-Frankenjura), que abarca la práctica totalidad del Jura Francón septentrional y el adyacente bosque de Veldenstein (Veldensteiner Forst), por lo que anteriormente se llamaba la Suiza Francona-Bosque de Veldenstein. Con sus 2346 km² de superficie —incluyendo un fragmento del norte del Alto Palatinado—, es uno de los mayores parques naturales de Alemania (segundo de Baviera después del de Altmühltal), e integra una veintena de reservas naturales y ocho áreas de conservación y patrimonio paisajístico. Los límites actuales del parque se establecieron en 1995, recibiendo el estatus de región protegida. Su centro administrativo se encuentra en Pottenstein, mientras que el centro de información turística se aloja en la estación de ferrocarril de Muggendorf (localidad que antaño dio nombre a toda la Suiza Francona).
El conjunto de subáreas del parque conforman una unidad natural separada. Su paisaje más característico es el jurásico, es decir, los valles incisos y las amplias mesetas entre ellos. Este paisaje se vuelve más abierto y espacioso hacia el valle del Meno, conforme se vaya avanzando hacia el norte. Por otro lado, su parte centro-suroriental consta de las extensas áreas arbóreas que se extienden sobre la superficie de piedra perforada, formando el bosque de Veldenstein. Este conjunto de ecosistemas se considera único en el sur alemán.
Una actividad común en el parque (si bien regulada por motivos científicos) es la búsqueda y colección de fósiles, muy comunes en rocas y piedras, siendo remanentes de la época del mar jurásico, cuando toda clase de pequeños animales se depositaron en el lecho marino. A su vez, destacan por su rareza las agujas de dolomita, formaciones singulares distribuidas en lugares como Tüchersfeld o el bosque de Veldenstein, siendo objeto favorito para fotógrafos y amantes de la geología.

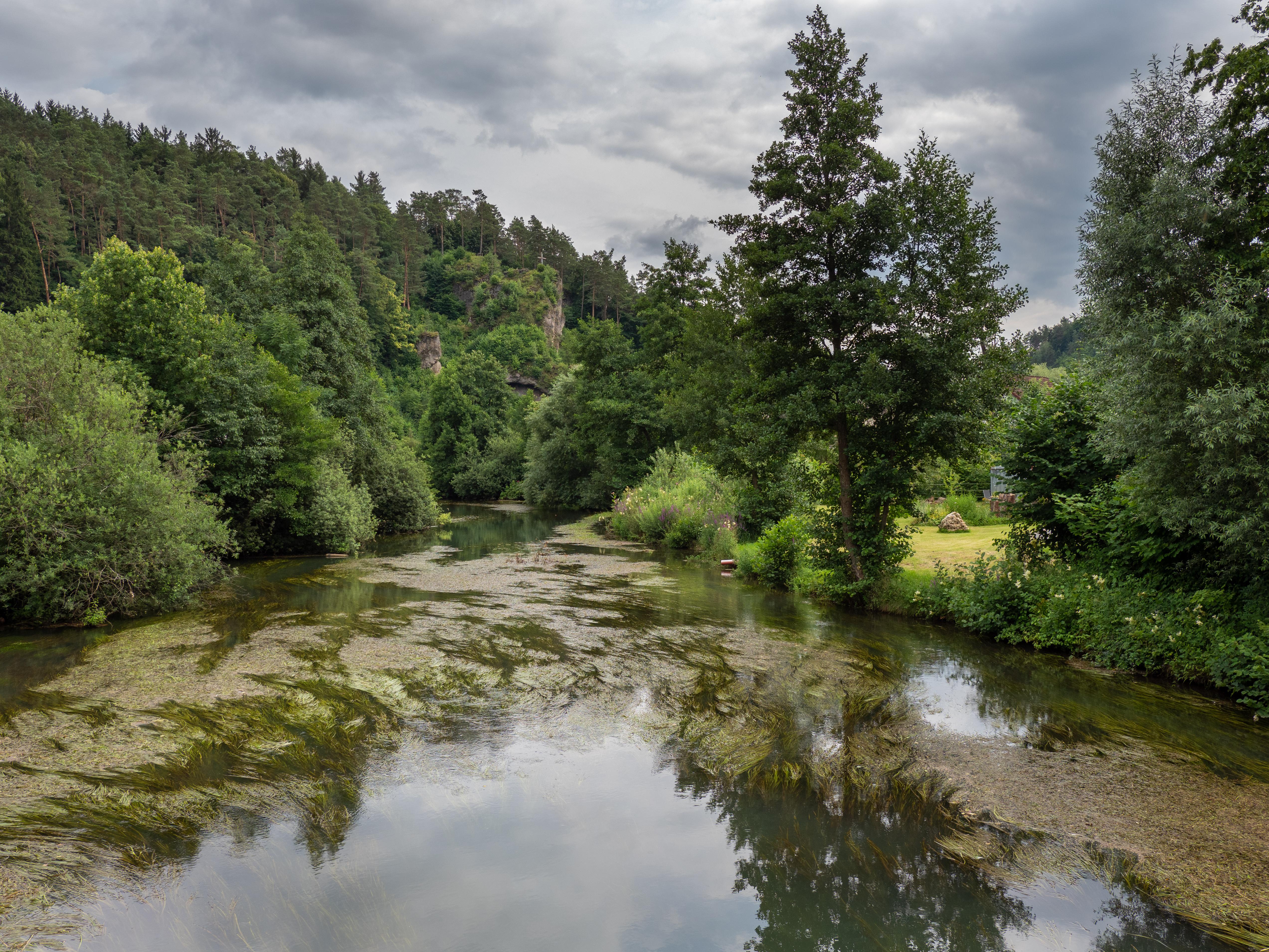
El Wiesent en su paso por Nankendorf, en el parque natural de la Suiza Francona.

### Flora y fauna
El bosque de Veldenstein reúne un conjunto de especies de pinos y abetos, que cubren su práctica totalidad. Más al norte, donde destacan las formaciones rocosas, abunda la vegetación en los valles y planicies, caracterizados por sus brezales de enebro, áreas de setos y praderas. Allí se encuentran una variedad de especies florales, que incluyen a unas 40 especies de orquídeas —siendo el zapatito de dama el más emblemático— y al tejo. Este último se considera especie protegida, y tiene su propia reserva natural dentro del parque, cerca de Goßweinstein. Es solo una de las especies que se han vuelto endebles, algunas consideradas en peligro de extinción.
No menos diversa es la fauna local, que cuenta con representantes de distintas especies de mamíferos, reptiles, anfibios, aves, peces e insectos. El lobo es el carnívoro más típico de la región y el representante local de los cánidos, mientras que los felinos cuentan con una pequeña población de lince boreal, bajo peligro de extinción a nivel local. Actualmente, ambas especies disfrutan de protección dentro de las reservas naturales del parque.
En los ríos habitan casi exclusivamente tres especies de peces: la trucha marrón, la trucha arcoíris y el tímalo. Ello se debe a las condiciones geológicas y ecológicas de estas aguas, y más concretamente al contenido de oxígeno, las temperaturas del agua y la nutrición. A pesar del encauzamiento de muchos arroyos del Wiesent en el curso de la concentración parcelaria, el ecosistema de los ríos locales ha quedado prácticamente intacto (solo se produjo una erosión marginal) y la reproducción natural de los peces relativamente estable.
Las dos grandes reservas de vida silvestre en el parque son las de Hundshaupten (en Egloffstein) y Hufeisen (en Pegnitz). Además, se ofrecen visitas en centros especializados en la crianza de alpacas, murciélagos y aves rapaces (incluidos centros de entrenamiento para la cetrería).

## Turismo de actividades
El turismo es una actividad económica principal de la región, que atrae a decenas de miles de personas cada año (entre turismo local e internacional). Las actividades disponibles incluyen el turismo paisajístico (senderismo, turismo de cuevas, observación de aves), el turismo deportivo y de aventura (piragüismo, escalada de rocas, pesca) y el turismo cultural (museos, fiestas populares, cervecerías, visitas a castillos, palacetes e iglesias antiguas). También existe el turismo religioso en torno a la peregrinación.
Otras actividades incluyen visitas a las reservas de vida silvestre, el golf, la cetrería y diversas rutas de trineo, bien de verano (carriles y pistas) bien durante las temporadas de nieve (de patinaje).

### Senderismo
El parque abarca numerosas rutas de senderismo locales y regionales, que además incluyen atracciones como la escalada de rocas y museos vivientes. El Sendero de Franconia (Frankenweg), una de las rutas turísticas principales del sur de Alemania, de 500 km de longitud, pasa por la región. También lo hace el Sendero Montañoso de Franconia (Fränkischer Gebirgsweg), inaugurado en 2007, que se extiende desde el Saale en su paso por Blankenstein (en la frontera entre Turingia y Baviera) hasta Hersbruck, en el área metropolitana de Núremberg, por lo que atraviesa en su mayor parte la Suiza Francona. Otro camino concurrido es el Erzweg, cuyos 200 km de longitud pasan por varias reseras naturales.

### Turismo de cuevas
La primera extensa descripción de la «vieja sierra» como zona de exploración se dio en 1774, cuando el párroco e historiador natural Johann Friedrich Esper publicó su libro sobre «los laberintos subterráneos en torno a Muggendorf». Aquello supuso el comienzo del turismo de aventura en la región, que en las décadas siguientes sería explorada por aventureros alemanes y europeos en busca de las «misteriosas grutas».
Actualmente, las cuevas más visitadas son aquellas que ofrecen un conjunto atractivo de estalactitas, y son gestionadas por la autoridad del parque natural de la Suiza Francona. Las más destacadas son:
- la Cueva del Diablo (Teufelshöhle), cerca de Pottenstein, la más grande y visitada de la región;
- la Cueva de Bing (Binghöhle), cerca del resort de Streitberg, llamada tras el fabricante de juguetes de origen judío Ignaz Bing, quien la descubrió en 1905;
- la Cueva de Sofía (Sophienhöhle), en la cuenca del Ailsbach, descubierta en 1833 y nombrada por su antiguo propietario, el conde Franz Erwin von Schönborn, a nombre de su nuera.

Existen muchas otras cuevas y grutas abiertas a visitantes, incluidas la Cueva de Hasenloch (Hasenlochhöhle), cerca de Pottenstein —actualmente sitio arqueológico por servir de morada humana durante la Edad de Piedra—, y Fellner-Doline, la cueva más profunda de la Suiza Francona (con más de 100 metros de profundidad).

### Escalada de rocas
Con más de 6500 vías de escalada, la Suiza Francona es una de las zonas de escalada en roca mejor desarrolladas del mundo. Conocida por los aficionados a este deporte como La Francona (die Fränkische), es donde se fijó en cemento el primer anclaje en este tipo de escaladas, y el lugar de origen de la técnica de la escalada de punta roja. Gracias a sus numerosas rocas perforadas y salientes, la región constituye una de las áreas de escalada no alpinas más importantes. La ruta Action Directe, considerada durante años como la vía de escalada libre más difícil del mundo, se encuentra aquí; fue realizada por primera vez por Wolfgang Güllich en 1991, y hasta 2022 solo pudieron completarla una treintena de escaladores (entre ellos el español Iker Pou, el tercero en lograrlo, en junio de 2000).

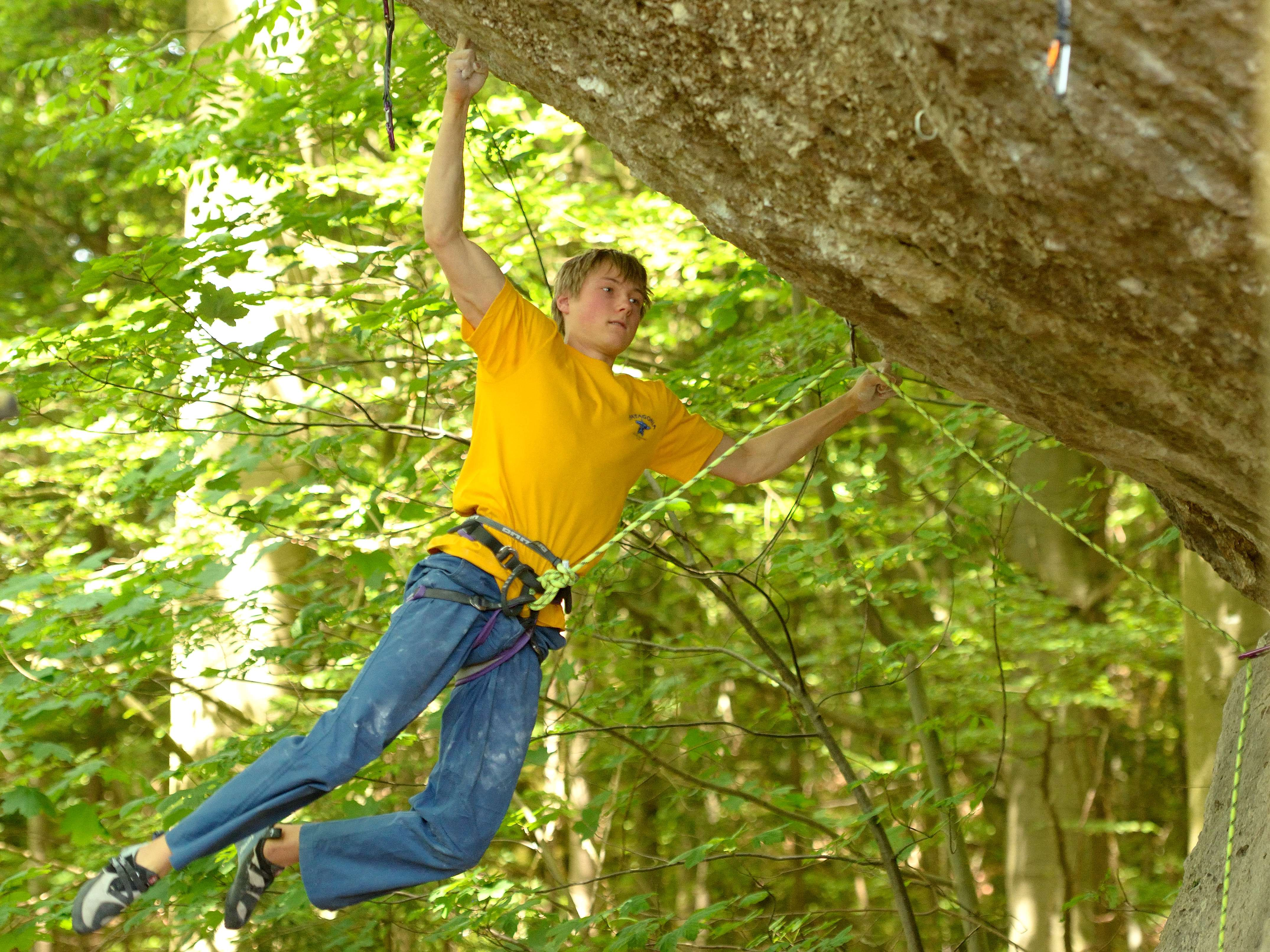
Alexander Megos escalando el Action Directe.

La roca del Jura Francón exhibe propiedades de solidez y antideslizantes, que permiten la escalada de nivel III (el más complicado). Algunas de sus vías más célebres (que atraen a escaladores de todo el mundo), son Sautanz, Magnet, Stonelove, Wall Street y la mencionada Action Directe, todas representativas de la «época de la punta roja», que en su día desencadenó una auténtica fiebre de la escalada. Las dos zonas de escalada más destacadas de La Francona son Walberla y Röthelfels, aunque también son muy concurridos los valles de Trubach, Wiesent, Leinleiter, Püttlach y Aufseß.

#### Conservación
Actualmente, muchas de las rocas en el área de escalada se encuentran en el parque natural de la Suiza Francona y se definen como monumentos naturales, además de ser incluidas en la Directiva Hábitats. Tras la popularización de la región como destino de escaladores y con el fin de proteger el medio ambiente natural de los daños que pueden causarse por el exceso de las actividades deportivas, se elaboró en 1993 una regulación con la participación de la Deutscher Alpenverein, IG Klettern (la federación local de escaladores), conservacionistas, técnicos de preservación del ámbito natural y las autoridades pertinentes. Una vez definidos de los ecosistemas sensibles, se procedió a la clasificación de cada roca de forma independiente —en el caso de las más grandes, también de secciones individuales— en una de tres categorías:
- Categoría 1: «Zona de descanso» (Ruhezone) – una prohibición general de actividades de escalada.
- Categoría 2: Se permite la escalada en vías existentes, pero se prohíbe abrir nuevas rutas.
- Categoría 3: Generalmente, se permite la escalada y el desarrollo de nuevas rutas, siempre y cuando queden fuera de las zonas de vegetación.

Además se tienen en cuenta las temporadas de nidificación y reproducción de aves (como el búho real o el halcón peregrino), que afectan sobre todo las rocas y rutas de la categoría 2 (ya que la categoría 3, que permite abrir nuevas rutas, ya excluye rocas que sirven para poblaciones de aves de la región). Durante estos meses (normalmente desde principios de febrero hasta mediados o finales de junio), no se permite la escalada en estas zonas.

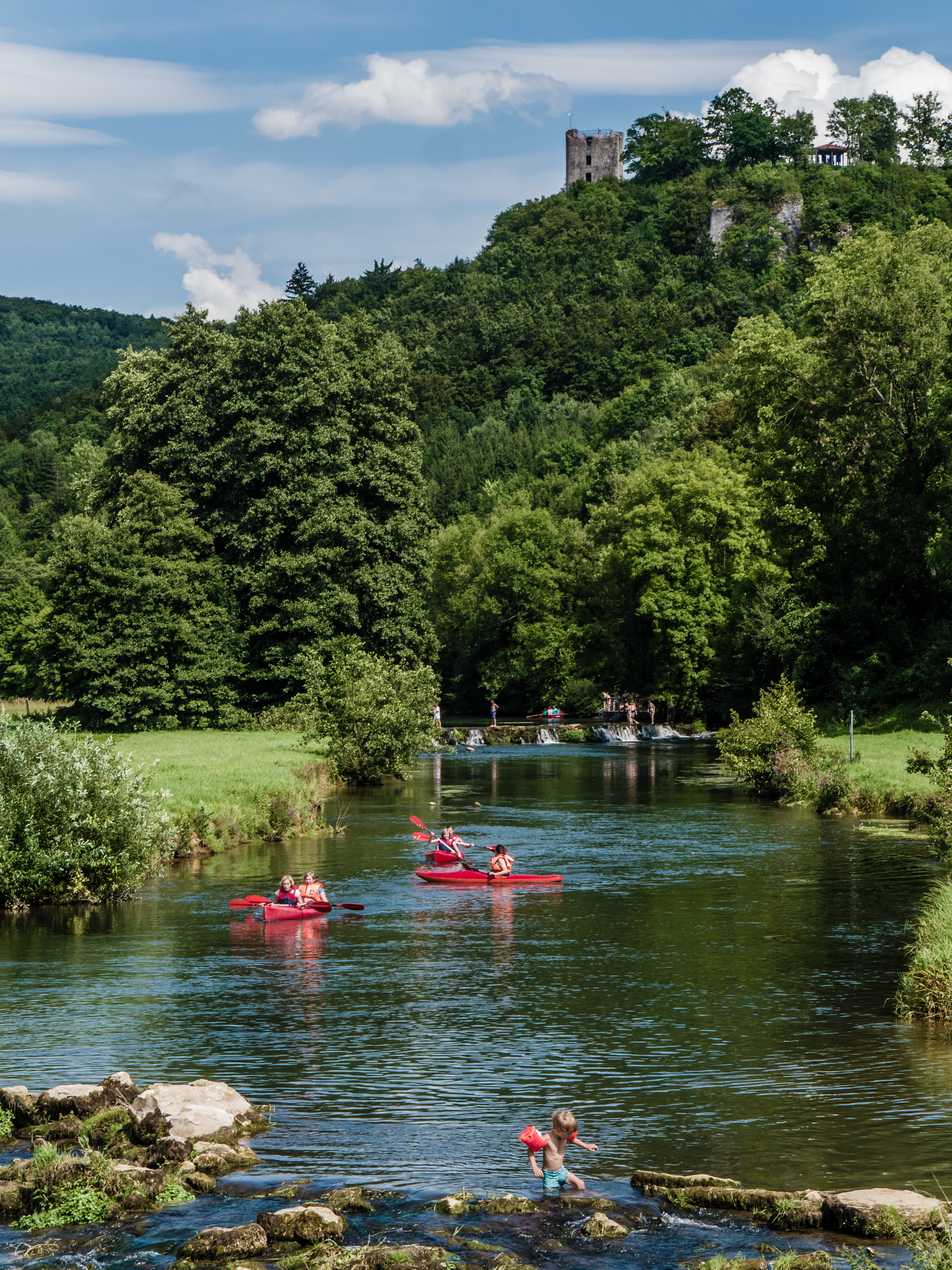
Remando en el Wiesent

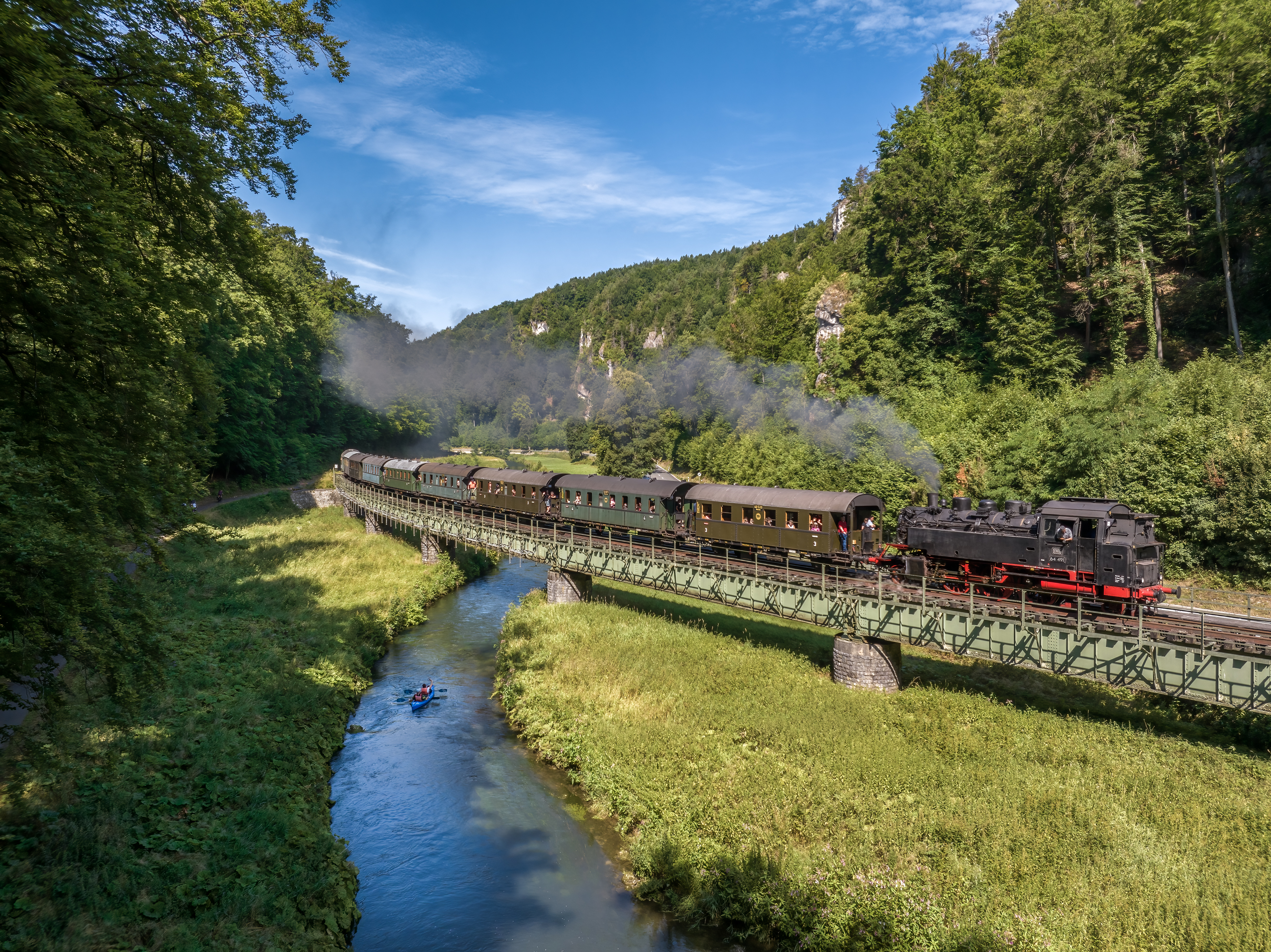
El piragüismo y un viaje en el antiguo tren de Ebermannstadt, dos de las actividades turísticas.

### Piragüismo
El Wiesent es un río popular entre los piragüistas, sobre todo en la temporada alta, que se extiende entre el 1 de mayo y el 30 de septiembre. Conocido como «las aguas bravas de Franconia» (Fränkische Wildwasser), actualmente ofrece varias rutas a lo largo del curso principal del río y brazos menores, si bien las afluentes que conforman la cuenca del Wiesent ya no son navegables desde que se aprobara la normativa del parque natural de la Suiza Francona. La oferta varía desde rutas tranquilas (tanto cortas como largas, aptas para familias) a rutas que integran rápidos y puntos desafiantes para la navegación, más aptos para el deporte extremo. Como otras actividades deportivas, también el piragüismo aquí está regido por la normativa para la conservación de la flora y fauna locales (antes de partir, los turistas deben firmar una declaración en la que afirman entender que el paisaje natural único de la Suiza Francona del que van a disfrutar durante se debe a las medidas de conservación vigentes y obligatorias para todos).
Tanto kayaks como canoas se pueden alquilar en uno de tres locales a lo largo del curso fluvial. Se ofrece transporte organizado (con horario fijo durante la temporada alta) para la recogida y devolución de los turistas desde algunos puntos de la región. Además, se puede contratar los servicios de guías locales formados en el piragüismo, que ofrecen desde instrucción sobre técnicas de remo y sitios de interés a acompañamiento de menores de edad; los que alquilan una canoa pueden contratar lo servicios de un canoero, si lo desean.

## Destino cultural: arquitectura y establecimientos

### Castillos
La región de la Suiza Francona abarca más de 70 castillos y schlösser (más de un centenar si se cuentan las ruinas reducidas); forma parte de la Burgenstraße (‘Ruta de los castillos’), una de las principales rutas turísticas de Alemania que se extiende de Mannheim, al oeste, a Praga (República Checa), al este. También incluye una fortaleza —la fortaleza de Forchheim— situada en el límite occidental de la región, por lo que se le conoce en el folclore local como la Puerta de la Suiza Francona. La mayor parte de la fortaleza no se considera parte de la Franconia Suiza (sino de la villa de Forchheim), si bien su muralla oriental y parte de las fortificaciones de este lado forman parte integral de la región. También lo es el castillo de Forchheim, más hacia el este.
Quizá el más prominente de los castillos del interior de la región es Giechburg, un castillo de colina cerca de la localidad de Scheßlitz, en el distrito de Bamberg. Otros castillos destacados son el castillo de Rabenstein, el castillo de Wiesentfels, Schloss Wiesenthau, Schloss Unteraufseß, el castillo Hiltpoltstein, el castillo Hohenstein, Schloss Kunreuth, el castillo de Kohlstein, el castillo de Gügel, Schloss Freienfels, Effeltrich, el castillo de Egloffstein, Schloss Greifenstein y el castillo de Zwernitz, entre otros.

### Cervecerías
El turismo de cervecerías (Biertourismus) en la región continúa aún a día de hoy, siendo uno de los destinos favoritos de los amantes de la historia de la elaboración de esta bebida. Baviera en su totalidad es conocida por ser área de producción cervecera, si bien la Suiza Francona dominaba durante años esta tendencia, con la producción local de ciertos tipos de cerveza. La mayoría de cervecerías se establecieron en el siglo XIX, normalmente en un tipo de negocio que incluía además una posada y una granja, un modelo de negocio conocido como «trinca francona» (Fränkischen Dreigestirn, una expresión usada hasta el día de hoy en la Franconia y otras partes de Baviera).
Actualmente siguen en pie unas 70 cervecerías pequeñas y medianas, la mayoría elaborando cervezas con una frecuencia de una o dos veces por semana, y solo la sirven en sus propias posadas o en algunas posadas afiliadas. Hasta el surgimiento del movimiento de la cerveza artesanal, la Suiza Francona era la región con mayor concentración de cervecerías del mundo. Las turísticas «rutas de la cerveza» (Brauereienweg-Wanderpass) conectan a muchas de las que aún siguen en pie. En septiembre de 2000, el pequeño municipio de Aufseß (de 1400 habitantes) logró con sus cuatro establecimientos el récord de densidad de cervecerías en el Libro Guinness de los Récords.
A diferencia de las microcervecerías modernas, los cerveceros de Franconia trabajan principalmente de forma tradicional siguiendo la misma Ley de Pureza de 1516. Las cervezas típicas de la región son las tradicionales zwickelbiere —elaboradas sin un período de maduración, siendo su vida de consumo muy corta, por lo que se sirven con presteza— y las cervezas lager oscuras, de producción artesanal. Si bien, las cervecerías más grandes suelen ofrecer también otras variedades comunes como las helles, las märzen, las weizen y las pilsener.

### Iglesias e hitos religiosos

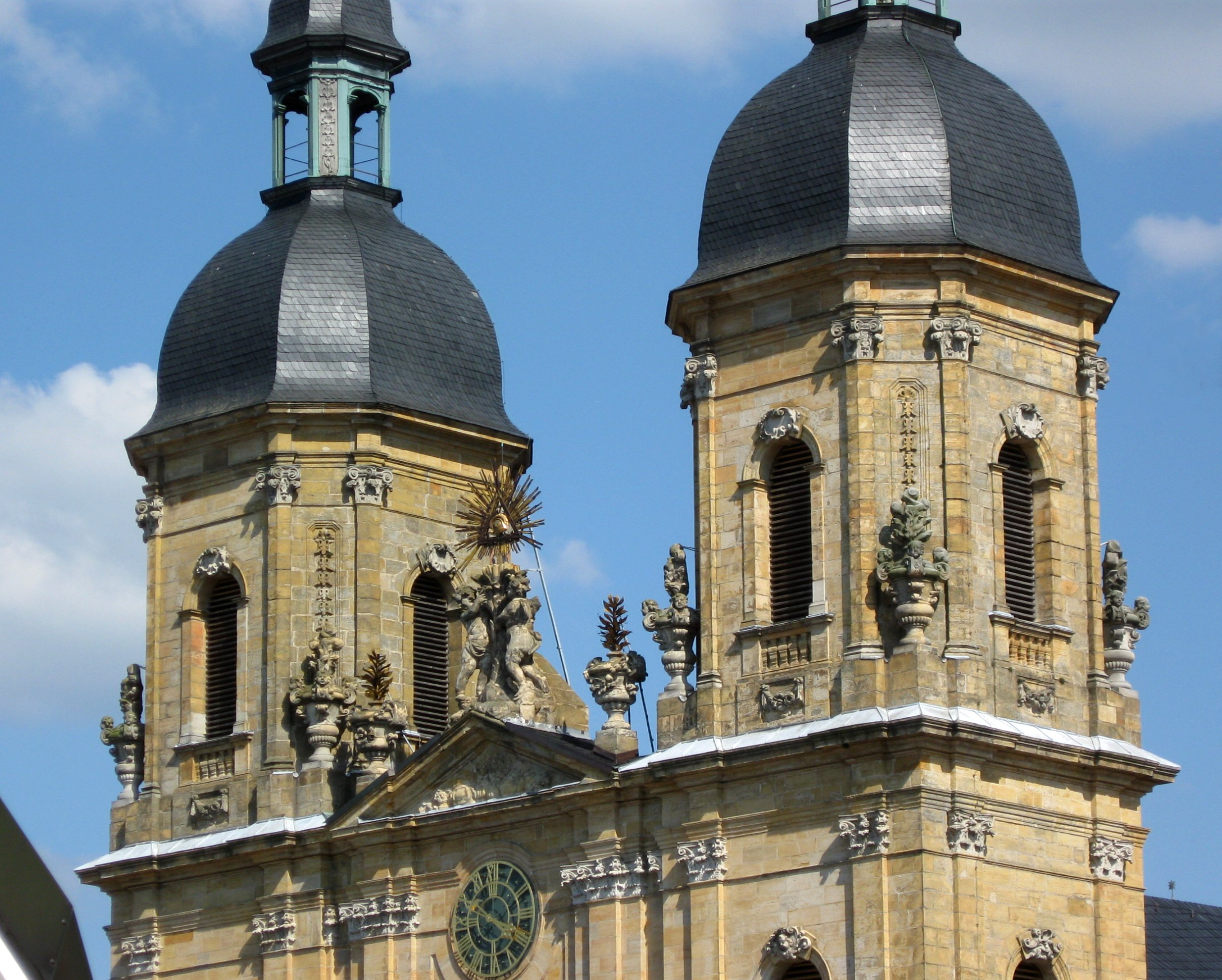
Basílica de la Santa Trinidad

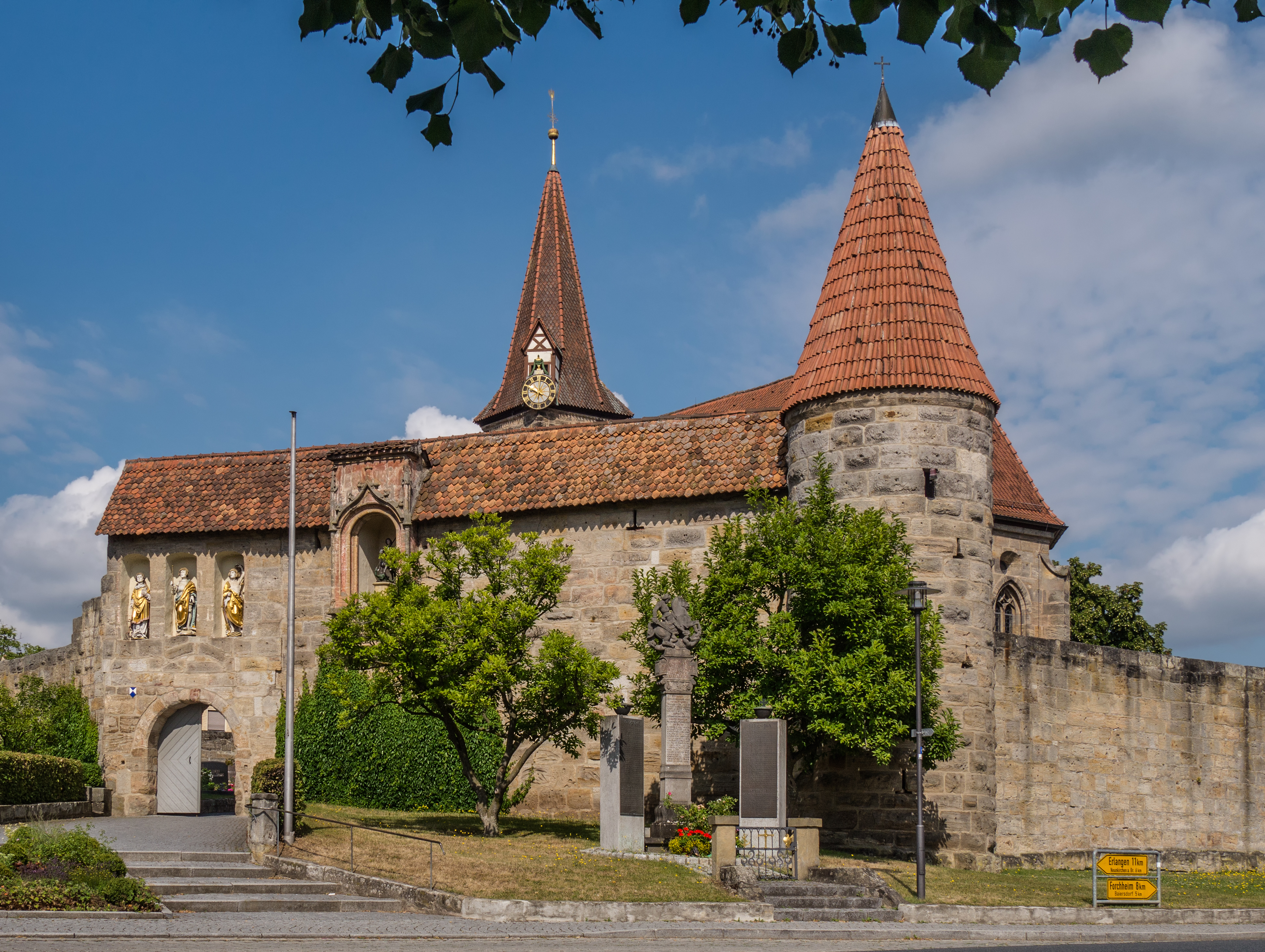
Iglesia-castillo de San Jorge

Actualmente existen 137 iglesias en la Suiza Francona —entre católicas y protestantes—, incluidas catedrales, basílicas, abadías y monasterios; además de todo tipo de hitos religiosos, desde estatuas a cruces. Durante la última etapa del Sacro Imperio Romano Germánico (en principio, tras la guerra de los Treinta Años), la región pertenecía en su mayoría al principado episcopal de Bamberg (católico), si bien el noreste del territorio, más las áreas en torno a Heiligenstadt y Streitberg (protestantes) pertenecían al principado de Bayreuth (luterano desde la reforma). En las zonas católicas hay numerosos humilladeros y cruces de término. Casi todos los pueblos de la región tienen su propia iglesia; las pequeñas aldeas que no las tienen forman parte de las congregaciones de los pueblos vecinos (que reciben en alemán la denominación de kirchendörfer, ‘pueblos iglesia’ o pueblos parroquiales).
Una de las iglesias más destacadas de la región, conocida por ser lugar de peregrinación, es la basílica de la Santa Trinidad en Gößweinstein. Su edificio barroco, construido en piedra arenisca y consagrado en 1739, fue proyectado por el renombrado arquitecto del barroco alemán Baltasar Neumann (conocido por ser el artífice de la Residencia de Wurzburgo, entre otros proyectos a lo largo y ancho de Franconia). A su vez, son típicas las iglesias fortificadas (Wehrkirchen), que muchas veces reciben el nombre de ‘iglesia-castillo’. Las más destacadas son la iglesia-castillo de San Jorge en Effeltrich (iglesia parroquial católica), la iglesia de San Lorenzo y San Enrique en Hohenpölz y la iglesia de San Jacobo y Santa Catalina en Königsfeld.

### Museos
La Suiza Francona abarca una multitud de museos (una de las regiones naturales con mayor densidad de museos de Alemania), desde casas museo, museos históricos instalados en iglesias y castillos, museos de ciencias naturales y hasta un tren museo. Entre ellos está el Museo de la Suiza Francona, ubicado en el pequeño pueblo parroquial de Tüchersfeld, a las afueras de Pottenstein, que ofrece colecciones relacionas con la historia, cultura y parajes naturales de la región. Este museo destaca tanto por sus características geográficas (está dominado por dos acantilados empinados) como por estar instalado en la antigua Corte Judía (Judenhof).
También merecen una mención el Museo del Verdugo (Scharfrichtermuseum) en Pottenstein, el Museo-Granero (Museumsscheune) en Hollfeld, el Museo de la Romería (Wallfahrtsmuseum) en Gößweinstein, en Museo de la Torre del Reloj (Turmuhrenmuseum) en Gräfenberg, el Museo Municipal de Egloffstein (Heimatmuseum Wongersch-Stodl), el Museo Municipal de Ebermannstadt, el Museo Comunal Greifenhaus en Hausen y los museos castillo de Gößweinstein y Pottenstein (dos municipios adyacentes que entre ellos concentran gran parte de la oferta museística).
Todos los museos (y la mayoría de atracciones) están gestionados por la Asociación de la Suiza Francona, que se encarga de la promoción de la región como destino turístico de primer nivel.

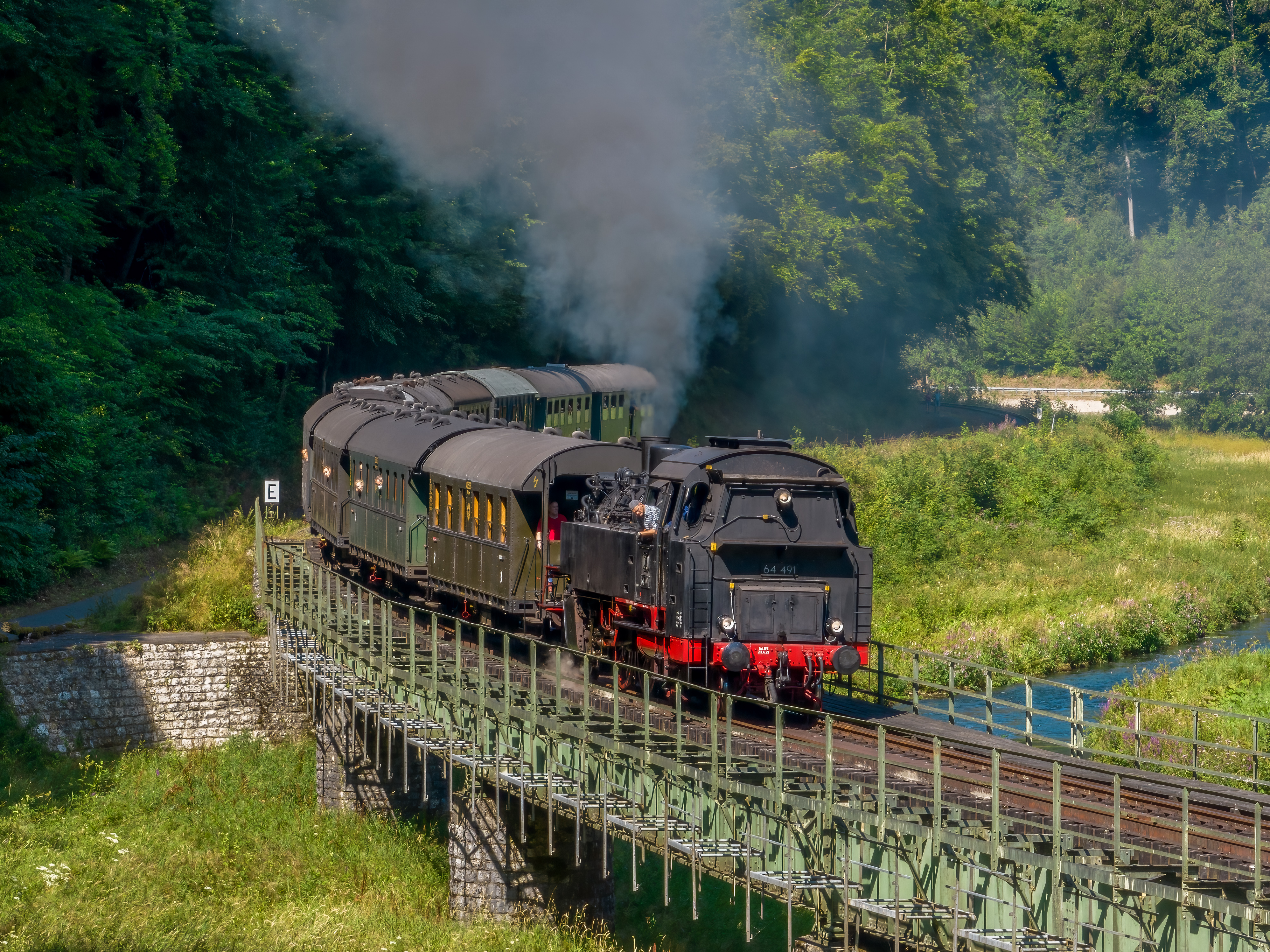
El tren de vapor cruzando el puente de Behringersmühle.

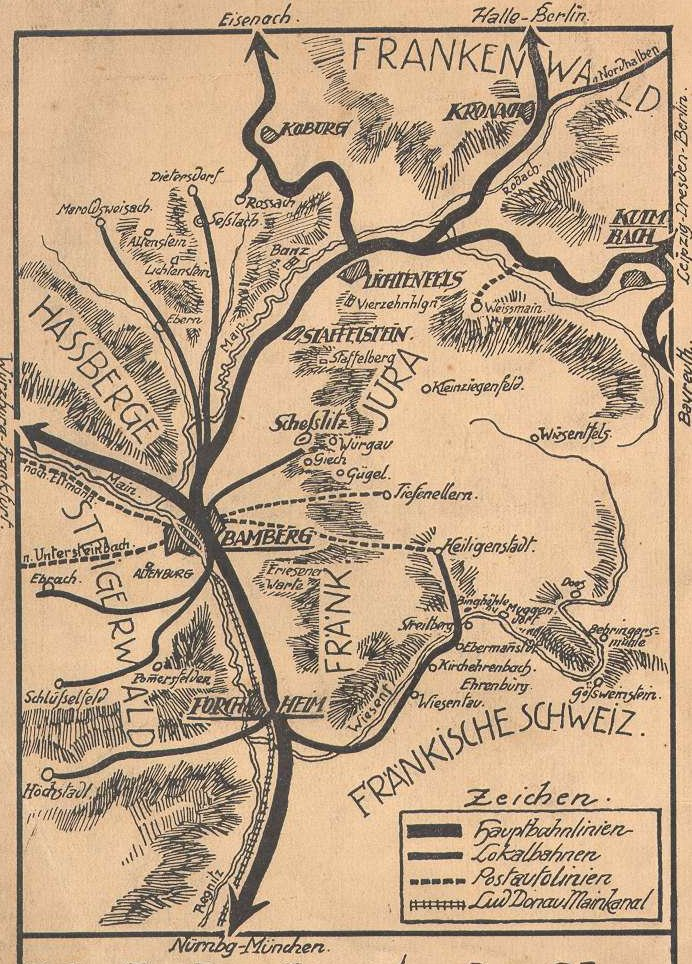
Plano vial del Jura Francón (1912)

### El viejo ferrocarril: tren museo
El 1 de junio de 1891, se inauguraron los Reales Ferrocarriles Estatales Bávaros, un tipo de tren de cercanías típico de Baviera, con un trayecto de 15 km comprendidos en el actual distrito de Forchheim, entre la estación central de la ciudad y Wiesenttal, pasando por la entonces capital de distrito, Ebermannstadt. Más tarde, se construyó un segundo trayecto directo a Heiligenstadt. Tras la Primera Guerra Mundial, la Deutsche Reichsbahn (Ferrocarriles del Reich) reanudó la construcción del ferrocarril hacia el valle del Wiesent (aprobada en 1912). Su construcción, sin embargo, tardaría más de una década, con largos descansos entre los tramos, a causa de la situación económica del período de entreguerras. Al completar cada tramo, este recibió su propia parada con un hito singular (hoy parte del recorrido turístico). El trayecto se completó en 1930, aunque su prevista conexión con la línea principal Nuremberg-Bayreuth nunca llegó a realizarse debido a los efectos de la Gran Depresión y la cada vez mayor relevancia del tráfico por carretera.
Actualmente, sigue operativo el tren original con la locomotora de vapor. El llamado Tren Museo de Ebermannstadt es un museo viviente en el que se puede disfrutar de un viaje en el antiguo tren en varias rutas, según el horario de cada temporada. Los estrechos carriles pasan por valles, montañas y antiguos puentes, y entre localidades de la Suiza Francona, ofreciendo una vista singular de la región. Aunque teóricamente sirve también para la conexión entre las localidades a lo largo del trayecto, no forma parte del sistema de trenes alemán, siendo financiado enteramente por los billetes turísticos y donaciones.

## Fiestas y tradiciones

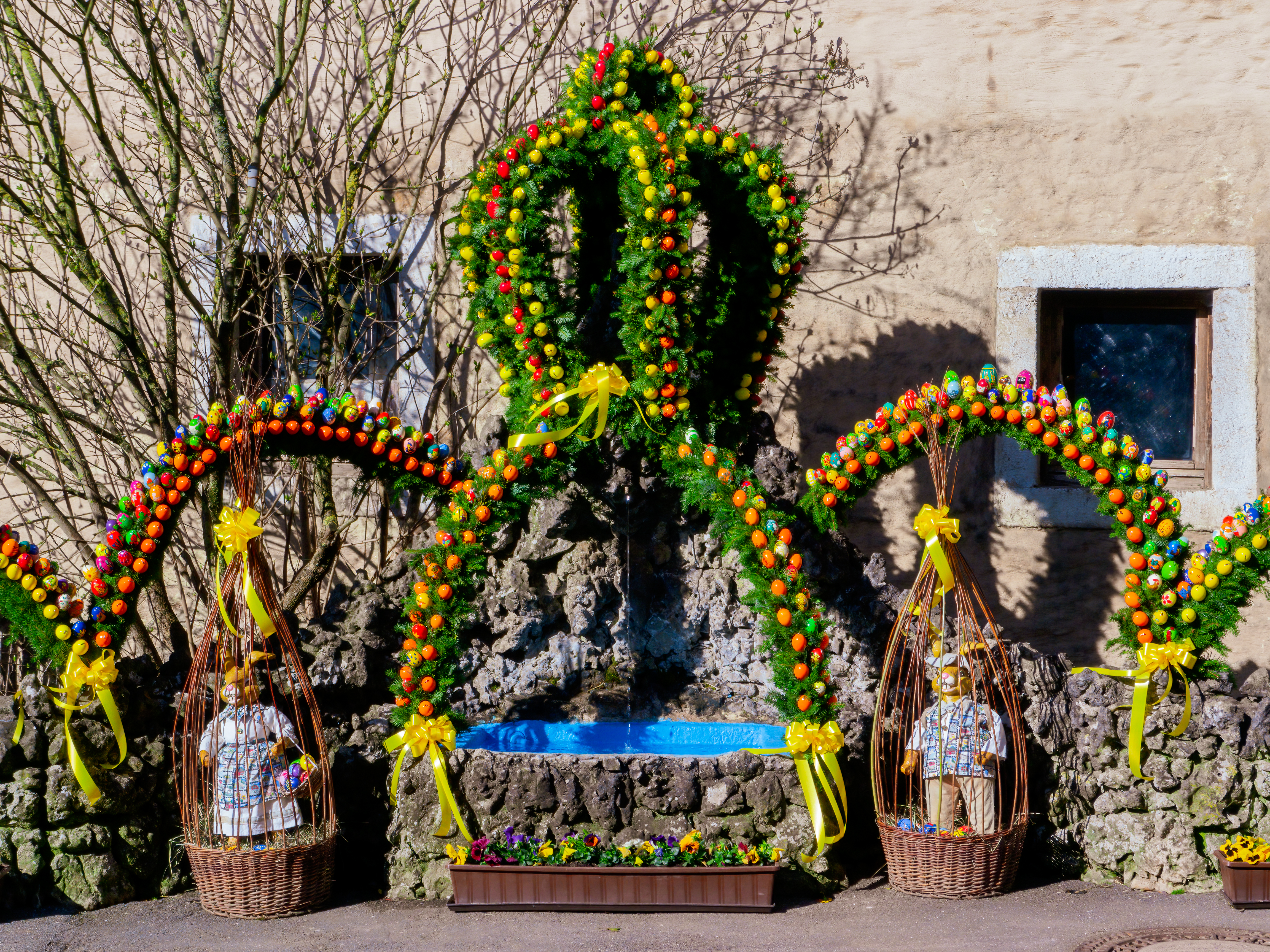
Osterbrunnen (Oberleinleiter, 2012)

La tradición festiva más conocida de la Suiza Francona son las Fuentes de Pascua (Osterbrunnen). Se celebra durante el tiempo pascual, empezando por Viernes Santo, y consiste en la decoración de las fuentes de los pueblos con abundantes huevos de Pascua pintados y adornados, además de otros elementos decorativos. La costumbre data de principios del siglo XX (en 2006 se conmemoró su siglo de aniversario), y tuvo como objetivo resaltar la importancia del agua para la meseta de la Suiza Francona, históricamente pobre en este recurso. Fue la continuación de tradiciones más antiguas relacionadas con el agua (ya desaparecidas), pues las fuentes y los pozos eran en tiempos pasados un punto de gran importancia en cada localidad y otros lugares estratégicos (como las fortalezas, donde eran literalmente la fuente de vida para las guarniciones).
Durante la Segunda Guerra Mundial la costumbre se dejó de practicar, y después de la guerra no se volvió a retomar, principalmente debido a la introducción de agua corriente en la infraestructura de la región (en tiempos marcados por el sentido práctico por encima de las tradiciones, la motivación de esta actividad no tenía sentido). Solo a principios de la década de 1980, con las tradiciones volviendo a ocupar su lugar en la escena cultural europea en general, y la alemana en particular (aunque desde un punto de vista cultural más moderno y menos arraigado en la motivación histórica o religiosa), que se recuperó la costumbre. Actualmente son más de 200 localidades del Jura Francón que decoran sus fuentes durante la Pascua. 
Tradicionalmente se han usado para el decorado huevos soplados (huevos vaciados por un agujero específicamente para servir de decoración pascual), si bien por motivo del mal tiempo que suele presentarse en estas fechas —además de acciones de vandalismo—, se han ido reemplazando por huevos de plástico fabricados localmente. Una famosa Fuente de Pascua es la de Heiligenstadt, donde se celebra un vistoso mercado agrícola todos los años; la localidad en sí es una Marktgemeinde (o sencillamente Markt, ‘comuna de mercado’), de ahí su particular tradición, que incluye en los días anteriores un desfile de tractores y presentación de la cosecha. A su vez, la Fuente de Pascua de Egloffstein fue incluida durante tiempo en el Libro Guinness de los Récords como la Fuente de Pascua más grande del mundo.

## Historia judía

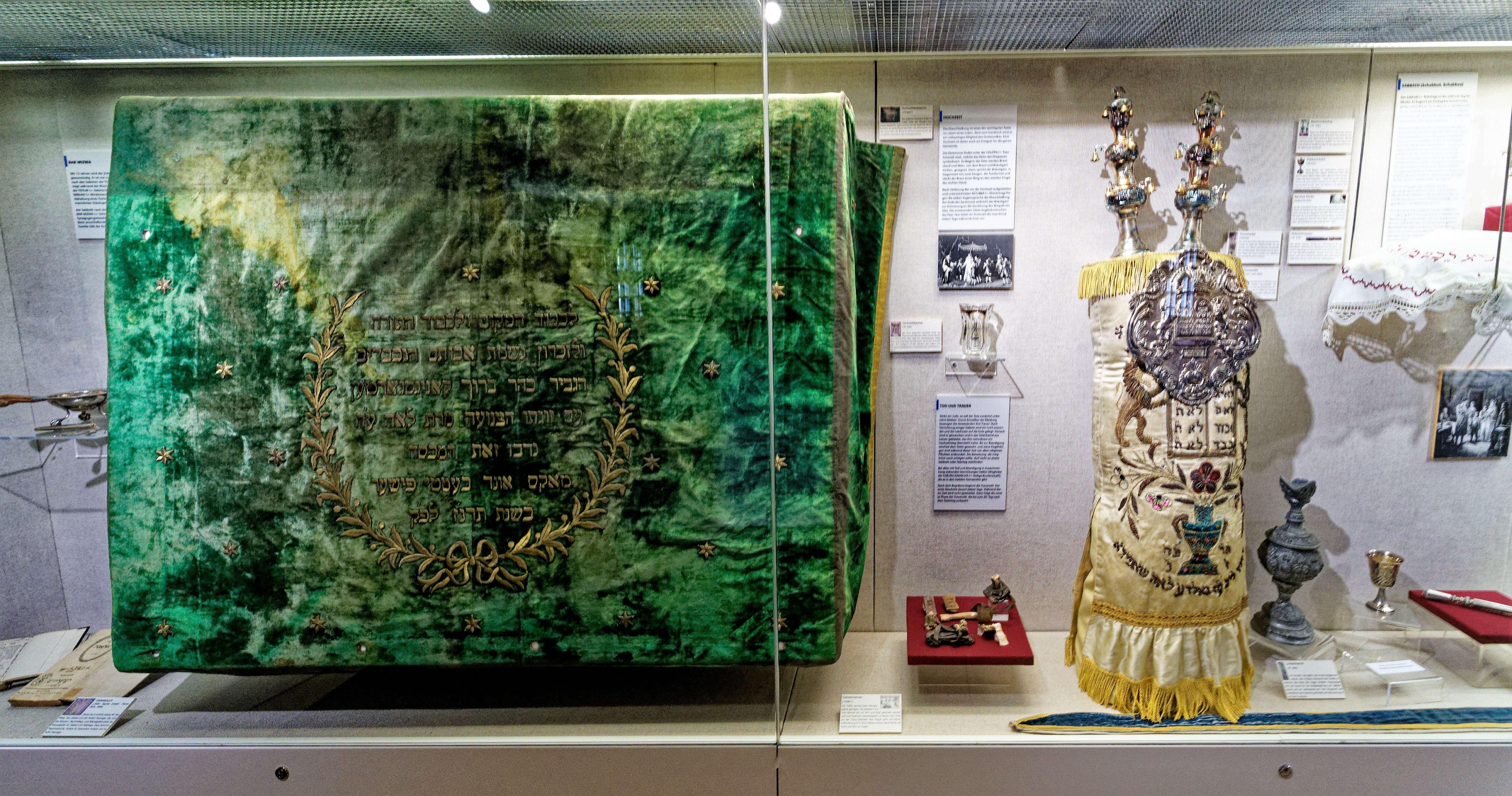
Objetos de ritual judío en el Museo de la Suiza Francona.

La Suiza Francona era en siglos pasados una de las regiones más destacadas de vida judía en Baviera, y en Alemania en general. Tanto es así, que se ha llegado a comparar la relación del judaísmo con la región como «la relación entre el Bocksbeutel y el Bratwurst». Existe una multitud de fuentes en los archivos estatales, eclesiásticos y privados, que arrojan luz sobre la diversidad de la vida judía francona y su convivencia con los pueblos cristianos, en una región que históricamente había sido escenario de violentos episodios de antisemitismo (famoso es el caso de las masacres de Rintfleisch a finales del siglo XIII). En su libro, el investigador cultural y experto en la Suiza Francona, Toni Eckert, describe la cohesión de las comunidades judías locales y su relación con las autoridades y entre sus propios núcleos, sobre todo en el siglo XIX, su época de más prosperidad. Dos importantes núcleos judíos en el límite de la región de la Suiza Francona, en Baiersdorf y Schnaittach, conformaban el centro religioso y administrativo de las comunidades judías de la región, origen de personalidades importantes a nivel nacional.
Para finales del siglo XIX, gran parte de la población judía de Franconia había emigrado, quedando pocos de ellos durante el Tercer Reich. Aunque en la actualidad casi no queda población de esta fe en la región, los testimonios de su presencia pasada se pueden encontrar en el paisaje cultural —como los cementerios judíos, las sinagogas, los mikves, las escuelas religiosas y hogares judíos—, además de las exposiciones museísticas. Para los turistas interesados en el tema, se ofrece una excursión que recorre los lugares de interés judíos, comenzando en Buttenheim (distrito de Bamberg) y finalizando en Ermreuth (distrito de Forchheim).